# Caviano
Caviano est une localité de Gambarogno et une ancienne commune suisse du canton du Tessin.

## Histoire
Caviano est une ancienne commune suisse avant le 25 avril 2010. La localité a fusionné avec les communes de Contone, de Gerra, d'Indemini, de Magadino, de Piazzogna, de San Nazzaro, de Sant'Abbondio et de Vira pour former la commune de Gambarogno. Cette fusion est effective depuis le 25 avril 2010. Son ancien numéro OFS est le 5098.

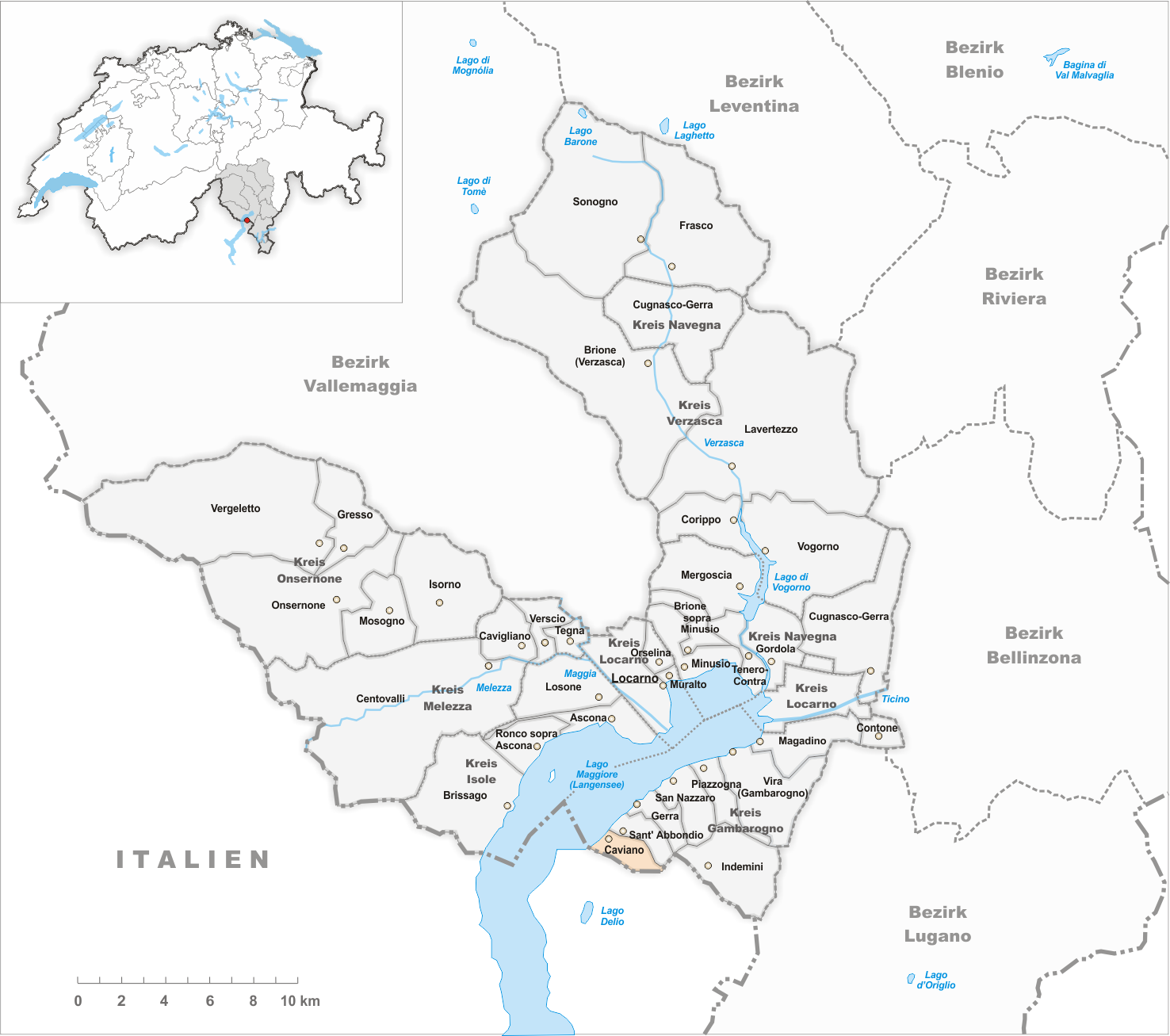
Carte de l'ancienne commune de Caviano.